# Prekomurci
Prekomurci (Prekmürci, Prekmörci) su etnička grupa Slovenaca, koja živi u Prekomurju. Slovenci u Mađarskoj također su Prekmurci, jer govore prekomurski jezik. Mađari ih nazivaju Vendek (Vendi), a oni sami sebe Slovenci, Slovénge, Slovenje. Njihov jezik je vrlo sličan kajkavskomu narječju hrvatskog jezika.
Prekomurski teritorij bio je veći u srednjom vijeku nego danas jer su u Gradišću također živjeli Slovenci. Cisterciti su u 13. stoljeću Slovencima nastanili dio Mađarske. Mjesto Prekomurcima je bilo u srednjom vijeku do 18. stoljeća imenovano kao Slovenska okroglina (mađ.: Tótság), potom Slovenska krajina (mađ.: Vendvidék). 1920. godine se odvojila se stara Slovenska krajina: Prekomurje je pripalo Kraljevini SHS tj. Sloveniji, a Porabje Mađarskoj.
U 18. stoljeću standardiziran je prekomursko-slovenski jezik (Štefan Küzmič i Mikloš Küzmič preveli su Sveto pismo).
U 20. stoljeću pojavljuju se težnje za autonomijom Prekomuraca. Jožef Klekl htio je na početku autonomnu Slovensku krajinu ili u Mađarskoj, ili u Jugoslaviji. Prekomurski identitet u Sloveniji, koji je potiskivan u doba komunističke Jugoslavije, ali i u Mađarskoj, očuvao se do danas. 
Pisac Feri Lainšček, muzeolog Franc Kuzmič te glazbenik Vlado Kreslin također zastupaju prekomurski identitet i autonomiju.